# Trasubbie
Il Trasubbie (localmente le Trasubbie) è un torrente che scorre nella parte centrale interna della provincia di Grosseto.
La sorgente di questo corso d'acqua si trova sulle pendici del monte Buceto, originandosi dalle falde occidentali della dorsale di Monte Labbro-Monte Buceto, nel comprensorio del monte Amiata. Esso si snoda attraverso le alte colline della Maremma grossetana interna, fra Stribugliano e Santa Caterina, a monte, proseguendo per 24 km attraverso i comuni di Arcidosso, Roccalbegna, Scansano e Campagnatico, e coprendo un dislivello di 1100 metri. Confluisce nel fiume Ombrone, alla sinistra orografica, in località Arcille, poco a monte di Istia d'Ombrone ai margini orientali della pianura grossetana.
Le caratteristiche della portata e la particolare orografia danno un particolare aspetto all'alveo che si presenta stretto e incassato nel tratto iniziale, mentre nel tratto medio e terminale, dopo la confluenza di altri torrenti, quali il Trasubbino e la Senna, il suo letto si allarga formando una serie di ampie vallate, percorse da una fitta rete di canali.
Gli abbondanti depositi alluvionali, di natura ghiaioso-ciottolosa, cementati da sedimenti più fini, vanno a formare ampi terrazzi su cui si sviluppa una complesso floristico molto particolare. Gli studi condotti da il Dipartimento di Scienze Ambientali dell'Università degli Studi di Siena, insieme al Dipartimento di Biologia Vegetale dell'Università degli Studi di Firenze, hanno messo in risalto fra le altre, la presenza di un'essenza endemica del comprensorio amiatino, la santolina etrusca. Fra le specie animali, si segnala il sito per la presenza dell'occhione, e in misura sempre meno episodica, del lupo.

## L'area protetta
Il biotopo del torrente Trasubbie è un'area naturale protetta incentrata attorno alla confluenza di Trasubbie e Trasubbino, estendendosi per circa 5 km a valle di essa e per circa 8 km a monte lungo l'alveo del Trasubbino, in un intervallo altitudinale fra 250 e 110 m s.l.m., nel comune di Scansano. Gli alvei dei due torrenti sono molto ampi e presentano caratteristiche geomorfologiche e floristico vegetazionali assai peculiari, nonché un livello di integrità tanto elevato da farne uno dei siti della provincia di Grosseto più interessanti dal punto di vista bioecologico. 
Sono molto diffuse comunità vegetali erbaceo-arbustive pioniere di greti torrentizi ampi, ciottolosi e aridi, molto ricche di specie, cenologicamente e strutturalmente singolari per il loro aspetto di tipo “savanoide”. Esse si distribuiscono su ampi spazi a bassa interferenza antropica, su terrazzi con diverso grado di umidità, stabilizzazione del substrato e di evoluzione pedogenetica. 
Lungo le sponde e nelle anse morte del torrente sono presenti anche diverse specie di ambiente umido.
Il biotopo compare fra i Siti di interesse regionale come SIR B22 “Torrente Trasubbie” (IT51A0103), di 1.381,7 ettari, ed è attualmente studiato in dettaglio sia per la componente vegetale che per quella animale. 
L'area non rientra nella rete ecologica Natura 2000 o in aree protette ai sensi della L 394/91 e LRT 49/95.

### SIR
Il SIR è dei migliori esempi toscani di tratti fluviali residui con alveo ampio, estesi greti ghiaiosi, formazioni ripariali autoctone in buono stato di conservazione e condizionamento antropico relativamente scarso.
I principali elementi di criticità interni al sito sono: 
- Periodi estivi di magra, forse accentuati da captazioni ed emungimenti.
- Pregresse attività di prelievo di inerti che hanno modificato la dinamica fluviale.
- Disturbo antropico dovuto ad attività ricreative (caccia).
- Possibile riduzione/cessazione del pascolo nelle garighe a santolina e nelle praterie.
- Presenza (limitata) di specie alloctone (robinia).
- Presenza di appezzamenti coltivati all'interno dell'area di competenza fluviale.
- Trasformazioni degli agroecosistemi, con progressiva scomparsa di siepi e alberature, e conseguente aumento della frammentazione degli habitat per le specie più sensibili legate a questi ambienti (nell'area tali fenomeni sono comunque ancora assai modesti).
- Localizzati fenomeni di espansione delle aree coltivate a scapito dell'alveo mediante realizzazione di arginature con materiale derivante dallo spietramento dei campi.
- Localizzati interventi di regimazione idraulica con asportazione della vegetazione in alveo. - Possibile disturbo/distruzione di nidiate provocato dal passaggio di automezzi. - Gestione forestale da verificare rispetto agli obiettivi di conservazione.

I principali elementi di criticità esterni al sito sono: 
- Possibili prelievi idrici nel bacino.
- Trasformazioni degli agroecosistemi, con progressiva scomparsa di siepi e alberature, e conseguente aumento della frammentazione degli habitat per le specie più sensibili legate a questi ambienti (nelle aree circostanti al sito tali fenomeni sono comunque ancora assai modesti).
- Progetto di realizzazione di impianti eolici in prossimità del sito.

Le principali misure di conservazione da adottare sono:
1. Conservazione della naturalità dell'alveo e mantenimento del mosaico ambientale costituito da greti sassosi, praterie asciutte e umide, garighe e boscaglie ripariali (EE).
2. Conservazione delle garighe a Santolina etrusca (E). c) Conservazione dei popolamenti di occhione e di altre specie minacciate di uccelli (E).
3. Mantenimento del complesso mosaico ambientale che caratterizza gli agroecosistemi delle aree interne e circostanti al sito (E).
4. Programmi a medio/lungo termine di recupero/ampliamento dell'alveo a scapito di aree coltivate interne (soprattutto nell'area compresa fra Trasubbie e Trasubbino) o adiacenti all'alveo (M).
5. Incremento dei livelli di maturità e del valore ecologico degli ambienti forestali (M).

Indicazioni per le misure di conservazione: 
- Misure regolamentari tese a evitare interventi che favoriscano un aumento dell'artificialità e del carico antropico nel sito (a es., realizzazione di viabilità a uso non esclusivamente agricolo) (EE).
- Limitazione degli interventi di regimazione idraulica (e di gestione della vegetazione in alveo) a quelli strettamente necessari per motivi di sicurezza e definizione di un protocollo tecnico per l'esecuzione di tali interventi (valido anche per gli altri SIR con caratteristiche simili) (EE).
- Misure contrattuali per la progressiva riduzione delle attività agricole in aree di competenza fluviale, promuovendone l'utilizzazione per il pascolamento controllato (E).
- Definizione di misure contrattuali per il mantenimento dell'elevata complessità delle zone agricole interne e circostanti al sito (E).
- Misure contrattuali e/o normative finalizzate alla progressiva cessazione dei tagli nei boschi di sclerofille e a un allungamento dei turni nelle aree esterne (M).
- Controllo degli scarichi (anche di rifiuti solidi) in alveo (B). - Controllo del passaggio di veicoli in alveo (da consentire solo presso guadi definiti) (B).

## Geomorfologia
Il Torrente Trasubbie nasce dal versante occidentale del Monte Buceto a quota circa 1.000 m e scende verso sudovest attraverso un sistema di alte colline prevalentemente costituite dalla formazione flysch argilloso calcarea dell'Eocene medio. Come l'affluente Trasubbino, che proviene dai Poggi di Faeta, è caratterizzato da un tratto iniziale di intensa erosione e da un tratto medio e finale di sedimentazione e accumulo di alluvioni ghiaiosociottolose. In quest'ultimo l'alveo assume una conformazione a terrazzi pianeggianti di eccezionale ampiezza in cui si intrecciano i vari rami del torrente.
La tipologia ambientale prevalente è data dal corso d'acqua ad alveo ampio con vegetazione pioniera dei greti sassosi e dei terrazzi fluviali, arbusteti e boschi ripariali; boschi di latifoglie e di sclerofille, arbusteti, seminativi e altri coltivi, pascoli e prati pascoli. Interessanti formazioni di gariga con l'endemica Santolina etrusca e nelle situazioni più evolute Ampelodesmus mauritanicus e larghe distese lungo gli alvei fluviali. Altre tipologie ambientali rilevanti: seminativi e pascoli con vecchi alberi sparsi.
Grandi quantità di ghiaia e ciottolame calcareo si sono qui accumulate in spesse e vaste bancate, formando un greto biancheggiante dall'aspetto di vera e propria fiumara mediterranea. Entrambi presentano un corso variabile e pluriramificato, soggetto a fasi ricorrenti di piena impetuosa durante l'autunno-inverno e di magra durante i mesi estivi. Il clima è di tipo submediterraneo-subumido, presentando caratteristiche al limite fra quello tipico della vegetazione sclerofillica e quello della vegetazione decidua termofila delle colline interne. La piovosità media annua è di circa 840 mm, mentre la temperatura si aggira intorno ai 13,8 °C.

## Fauna
Tra le specie animali presenti nell'area protetta ricordiamo, tra i rettili, la testuggine di Herman (Testudo hermanni); tra gli uccelli: l'occhione (Burhinus oedicnemus), nidificante, presente con un elevato numero di coppie; il biancone (Circaetus gallicus), presumibilmente nidificante in zone boscate prossime al sito, utilizzato come area di alimentazione; la ghiandaia marina (Coracias garrulus), presumibilmente nidificante. Ci sono anche importanti popolamenti di uccelli legati al mosaico di praterie, garighe, arbusteti e boscaglie ripariali.

## Flora
Gli alvei del Trasubbie e del Trasubbino sono colonizzati da vegetazione pioniera erbaceo-arbustiva la cui composizione e struttura varia a “mosaico” a seconda dell'umidità del suolo e del suo grado di evoluzione pedogenetica, quindi sostanzialmente in funzione della distanza dal corso d'acqua.
I terrazzi superiori, ossia quelli più periferici e non interessati dalle piene ordinarie del torrente, hanno suoli stabilizzati e in essi si trovano alcuni tipi vegetazionali peculiari dei torrenti dell'area periamiatina. 
Laddove esiste una certa quantità di argilla nel suolo sono insediati degli arbusteti con marruca (Paliurus spina christi), ginestra odorosa (Spartium junceum), alaterno (Rhamnus alaternus), fillirea (Phillyrea latifolia) e lentisco (Pistacia lentiscus). 
Gli arbusteti lasciano però ampi spazi ad una peculiare tipologia di gariga “savanoide” dominata dai grandi ciuffi di Ampelodesmos mauritanicus, una vigorosa graminacea localmente chiamata “sarracchio”. Questa specie è favorita dagli incendi e prelude alla formazione dell'arbusteto. Ivi sono anche caratteristici i pulvini di Euphorbia spinosa.
Sui terrazzi inferiori, dove il suolo rimane più primitivo e ciottoloso anche a causa delle piene che portano continuamente nuovo materiale, domina invece un tipo di gariga bassa a carattere pioniero, dominata da piccoli cespuglietti camefitici come Santolina etrusca, Helichrysum italicum, Satureia montana, Micromeria graeca, Teucrium montanum ed altre (associazione del Santolino etruscae-Saturejetum montanae). 
Esistono anche dei bei nuclei di saliceto arbustivo con Salix eleagnos e Salix purpurea, collocati sui terrazzi inferiori disturbati frequentemente dalle piene ordinarie. 
Più rari sono invece i boschetti igrofili con frassino ossifillo e pioppi, in genere sulle sponde consolidate lontane dall'acqua corrente. 
Nelle zone più soggette ad inondazione, su suoli incoerenti sabbioso-limosi o ghiaiosi vicino all'acqua, ci sono tratti di greto senza vegetazione o con rade fitocenosi di specie erbacee (Dauco-Melilotion). 
Nei punti umidi e nelle anse morte di alcuni rami laterali sono inoltre presenti frammenti di vegetazione acquatica con Nasturtium officinale, Veronica anagallis-aquatica, Lythrum salicaria, Mentha aquatica, Juncus articulatus e altre.
Disseminati e variamente intercalati con la vegetazione naturale si trovano infine anche appezzamenti di pascolo ovino magri e pietrosi, e piccole aree di colture a perdere che una volta abbandonate si trasformano rapidamente in incolti aridi ricchi di specie.
La flora del biotopo è molto diversificata ed ecologicamente eterogenea coesistendovi specie di ambienti aridi ed umidi, così come piante che risalgono l'asta fluviale dalla fascia costiera ed altre che discendono dal piano montano, forse per “fluitazione” dei semi. In questo senso l'alveo del Trasubbie rappresenta una sorta di singolare collegamento fra contingenti floristici normalmente attestati su piani altitudinali distanti.
Fra gli endemismi spicca l'asteracea Santolina etrusca, specie ristretta all'area periamiantina, ben riconoscibile per l'habitus suffruticoso e i bianchi capolini tondeggianti che compaiono in luglio. Altro endemismo interessante è Sesleria italica, una graminacea che qui si trova disgiunta rispetto al suo areale principale nell'Appennino tosco-romagnolo. Fra le specie tendenzialmente litoranee che si trovano sull'arido greto troviamo Euphorbia barrelieri, robusta pianta glaucescente e spesso arrossata e il vistoso papavero di mare (Glaucium flavum), una papaveracea dai grandi fiori gialli normalmente localizzata sulle arene marittime. 
Numerose sono le specie mediterranee di ambienti aridi fitogeograficamente notevoli, fra cui alcune asteracee “spinose” rare in Toscana come Notobasis syriaca, Tyrimnus leucographus, Cirsium italicum, Carduus acicularis e Cynara cardunculus, il carciofo selvatico.
Ad esse si aggiungono numerose altre entità interessanti quali Cephalaria leucantha, Linum nodiflorum, Geropogon glaber, Fumana ericoides, Teucrium montanum, Cichorium pumilum, Salvia virgata, Antirrhinum latifolium, Seseli tortuosum, Ononis viscosa, Torilis nodosa, Bupleurum subovatum, Melilotus sulcatus, Dianthus sylvestris, Allium amethystinum, Allium rotundum, Anchusa azurea, Anchusa undulata ssp. hybrida e numerose altre. 
Fra le specie un poco più igrofile si trova il raro Trifolium michelianum e Myagrum perfoliatum, una pianta di ambienti prativi coltivati. 
Infine deve essere menzionata la sempre maggiore diffusione di Polanisia dodecandra, una specie nordamericana avventizia nei greti di numerosi corsi d'acqua italiani.